# Racosperma collectioides
Racosperma collectioides là một loài thực vật có hoa trong họ Đậu. Loài này được (A. Cunn. ex Benth.) Pedley mô tả khoa học đầu tiên năm 2003.